# Jonas Bahamboula Mbemba
Jonas Bahamboula Mbemba   (Brazzaville, 2 de febrer de 1949), anomenat Tostao, és un exfutbolista de la República del Congo de la dècada de 1970.
Fou internacional amb la selecció de futbol de la República del Congo.
Pel que fa a clubs, destacà a Diables Noirs.